# Горбацевич, Александр Константинович
Горбаце́вич Алекса́ндр Константи́нович (род. 30 января 1953, Минск) — белорусский физик, доктор физико-математических наук, профессор.

## Биография
Родился 30 января 1953 года в городе Минске.
С 1960 по 1970 год учился в средней школе № 50 г. Минска.
В 1970 году поступил на физический факультет Белорусского государственного университета.
В 1972 году по окончании второго курса был направлен в Йенский университет им. Ф. Шиллера для завершения образования, который окончил с отличием в 1976 году.
С 1976 по 1977 год работал ассистентом кафедры теоретической физики БГУ.
В 1977 году поступил в аспирантуру БГУ, где под руководством профессора А. Е. Левашева занимался исследованиями квантово-механических эффектов в неинерциальных системах отсчёта и во внешних гравитационных полях.
В 1980 году успешно защитил в Йенском университете диссертацию на соискание учёной степени доктора естествознания.
С 1980 по 1984 год — ассистент кафедры теоретической физики БГУ, С 1984 по 1992 год — доцент. С 1992 по настоящее время профессор этой же кафедры.
В 1981 году в Белорусском государственном университете защитил диссертацию на соискание учёной степени кандидата физико-математических наук.
В 1986 году было присвоено учёное звание доцента.
В 1991 году успешно защитил докторскую диссертацию на тему «Квантовая механика в искривлённом пространстве-времени, основные принципы и некоторые приложения».
В 1995 году присвоено учёное звание профессора.

## Научная деятельность
К научным интересам профессора относятся: общая теория относительности, квантовая механика в неинерциальных системах отсчета и во внешних гравитационных полях, 5-мерная проективная единая теория поля.
Во время обучения в Йенском университете на кафедре релятивистской физики под руководством профессора Э.Шмутцера выполнил дипломную работу на тему: «К квантовой механике в неинерциальных системах отсчета».
За время работы в БГУ читал следующие общие и специальные курсы: «Теоретическая механика», «Квантовая механика», «Общая теория относительности», «Специальная теория относительности», «Тензорный и спинорный анализ», «Теория вероятности и математическая статистика».
А. К. Горбацевич — автор более ста научных работ, в том числе монографий «Квантовая механика в общей теории относительности: Основные принципы и элементарные приложения» (1985 г., 2003 и 2013 гг.); Ernst Schmutzer and  Alexander Gorbatsievich. Numeric and graphic supplement to the five-dimensional Projective Unified Field Theory.  Wissenschaftsverlag Thüringen (Scientific Publishing House Thüringia, Germany), Jena 2016.

## Награды и премии
Награждён Почётной грамотой Министерства Просвещения Белорусской ССР «За большую многолетнюю работу по развитию способностей учеников, активное участие в подготовке республиканских олимпиад по физике» (1982).
Награждён Почётной грамотой Министерства Образования Республики Беларусь «За многолетнюю плодотворную педагогическую деятельность» (2003).

## Основные публикации
1. Квантовая механика в общей теории относительности:     Основные принципы и элементарные приложения / А. К. Горбацевич; издательство «Университетское». – Минск, 1985. – 160 с.;
2. (второе и третье издание: Квантовая механика в общей теории относительности: Основные принципы и элементарные приложения / А. К. Горбацевич; издательство «УРСС». – Москва, 2003. – 158 с.);
3. Ernst Schmutzer and  Alexander Gorbatsievich. Numeric and graphic supplement to the five-dimensional Projective Unified Field Theory. Wissenschaftsverlag Thüringen (Scientific Publishing House Thüringia, Germany), Jena 2016.
4. Горбацевич А. К. Квантовая механика в общей теории относительности. Третье издание / А. К. Горбацевич – Москва — УРСС. 2013 г. — 156с.
5. Gorbatsievich A. K. On the Axiomatics of the 5-dimensional Projective Unified Field     Theory of Schmutzer / A. K. Gorbatsievich // General Relativity and Gravitattion, 2001, Vol. 22, P. 965–998;
6. Gorbatsievich A. K. Investigation of schmutzer's exact external spherically symmetric     static solution for a central body within the framework of the 5-dimensional projective unified field theory / A. K. Gorbatsievich // The Gravitational Constant: Generalized Gravitational Theories and Experiments (Eds.: V. de Sabbata, G. T. Gillies and N. Melnikov). Kluwer Academic Publishers, 2004. P. 193–203.